# Tears of Martyr
Tears of Martyr ist eine spanische Symphonic-Metal-/Death-Metal-Band aus Madrid und Gran Canaria.

## Geschichte
Die Band gründete sich  1995 in Las Palmas auf den Kanaren und spielte mit Dark Tranquillity, Draconian, To/Die/For und Swallow the Sun. Eine aufgenommene Demo von 1996 "The Essence of Evil" wurde von Kritikern beachtet. Tears of Martyr nahm 2005 eine zweite Demo "Renaissance" auf und hatten Bühnenauftritte mit Bands wie Dark Tranquillity. Im Jahr 2007 ging die Band nach Madrid und hatte 2008 ein erstes eigenes Konzert. Im Juni 2009 erschien ihr erstes Album namens "Entrance", produziert von Alberto Seara auf dem Label STF Records. Die Sängerin Berenice Musa gewann im selben Jahr den Metal Female Awards 2009 in der Kategorie der besten spanischen Metal-Band Sängerin. Im August 2012 begab sich die Band in die New Sin Studios in Loria, Italien, um das Album "Tales" aufzunehmen, das am 26. April 2013 erschien. Im Januar 2013 wurde bekannt gegeben, dass Tears Of Martyr nun bei dem deutschen Label Massacre Records unter Vertrag stehen.

## Musikstil
Tears of Martyr spielen eine Mischung aus Gothic Metal, Melodic Death Metal und Doom Metal.

## Diskografie

### Demos
- 1996: The Essence of Evil
- 2002: Eyes to See Heart to Feel
- 2005: Renascence

### Alben
- 2009: Entrance (STF Records)
- 2013: Tales (Massacre Records)